# Класична чума свиней

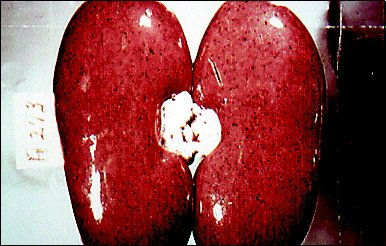
Точкові крововиливи в нирках при класичній чумі свиней

Класи́чна чума́ свине́й (лат. Pestis suum, англ. Swine fever, Hog cholera) — висококонтагіозне вірусне інфекційне захворювання свиней, при гострому перебігу характеризується ознаками септицемії і геморагічного діатезу. При підгострому і хронічному перебігу в результаті дії вторинної інфекції процес ускладнюється крупозним запаленням легенів і крупозно-дифтеритичним запаленням слизової оболонки товстої кишки. Збудник чуми свиней — досить дрібний (40 … 60Нм) РНК-вірус з роду Pestivirus, сімейства Flaviviridae. Згідно класифікацією хвороб тварин віднесена до списку «А». Інфекція, що викликає чуму свиней небезпеки для людини, так само як і для всіх тварин, окрім свиней, не представляє, проте, може провокувати виникнення небезпечних для людини токсикоінфекцій від супутніх інфекцій які розвиваються у тілі тварин, наприклад, сальмонельозу чи пастерельозу при споживанні продуктів тваринного походження.

## Профілактика і заходи боротьби
До загальних профілактичних заходів відносять: обгородження ферм, встановлення санітарних пропускників, дезінфекційних бар'єрів, регулярну профілактичну  дезінфекцію, дератизацію, дезінсекцію тваринницьких приміщень. Підвищені заходи безпеки можуть вводитися до імпортної свинини чи продукції, що надходить з місць з невідомими епізоотичними обставинами. Окремо може встановлюватись недопуск на ферму сторонніх осіб. При виникненні класичної чуми свиней на господарство накладають карантин, за умовами якого забороняються ввезення та вивезення свиней, їх забій без дозволу ветеринарних фахівців, торгівля свинями чи їх незнешкодженими продуктами. Всіх клінічно хворих і підозрілих на захворювання тварин негайно виділяють для забою на спеціально обладнаних майданчиках з твердим покриттям. Шкури з туш не знімають. Туші вбитих хворих свиней, які мають дистрофічні зміни в м'язах і органах, піддають технічній утилізації. Клінічно здорових свиней, які перебувають в загрозливій зоні, імунізують вірус-вакциною. У період карантину приміщення дезінфікують 2-3%-м гарячим розчинами гідроксиду натрію або калію, 20% суспензією гашеного вапна. Гній знешкоджують біотермічно. Малоцінний інвентар спалюють. Карантин знімають через 40 діб після останнього випадку загибелі тварини від класичної чуми свиней при умові проведення заключного очищення, дезінфекції, санітарного ремонту свинарника, знешкодження гною, знищення гризунів, переорювання прифермерської території.

## Утилізація
Туші і продукти забою від тварин, хворих і підозрілих у захворюванні, випускати в сирому вигляді забороняється. Свині, щеплені проти чуми, що мають перед забоєм підвищену температуру або в яких після забою виявлені патологічні зміни внутрішніх органів оцінюються так само, як хворі чумою.
За наявності дистрофічних або інших (ускладнених) патологічних змін у мускулатурі тушу з внутрішніми органами направляють на утилізацію. За відсутності патологічних змін у туші і внутрішніх
органах рішення про їх використання приймають після мікробіологічного дослідження на наявність сальмонел. У випадку виявлення в м'ясі або внутрішніх органах сальмонел, внутрішні органи направляють на утилізацію або знищують, а туші — на проварювання або на виготовлення консервів, м'ясних хлібів. Внутрішній жир перетоплюють. За відсутності сальмонел тушу, сало і внутрішні органи
переробляють на варені, варено-копчені ковбасні вироби, консерви, м'ясні хліби або проварюють. Шкури дезінфікують.